# Tallium(III)-oxid
A tallium(III)-oxid tallium és oxigén alkotta kémiai vegyület. A természetben előforduló ásványának neve avicennit. Kristályszerkezete a mangán(III)-oxidéhoz hasonló. Fémes, áram- és hővezető képessége magas, n típusú félvezető, emiatt felhasználják napelemekben. A vegyület gyakorlati alkalmazásakor mindig figyelembe kell venni a tallium mérgező jellegét. A levegő páratartalmával vagy savakkal közvetlenül érintkezve mérgező talliumvegyületek keletkezhetnek.

## Gyártása
Olyan lúgos kémhatású oldat oxigénnel vagy hidrogén-peroxiddal való reakciójában, amelyben a tallium oxidációs száma +1, tallium(III)-oxid keletkezik. Egy másik előállítási módja, amikor kálium-hidroxid vizes oldatában klórral oxidálják a tallium(I)-nitrátot.
{\displaystyle \mathrm {2\ TlNO_{3}+6\ KOH+2\ Cl_{2}\longrightarrow Tl_{2}O_{3}+2\ KNO_{3}+4\ KCl+3\ H_{2}O} }

## Fordítás
Ez a szócikk részben vagy egészben  a   Thallium(III) oxide című angol Wikipédia-szócikk ezen változatának fordításán alapul.  Az eredeti cikk szerkesztőit annak laptörténete sorolja fel. Ez a jelzés csupán a megfogalmazás eredetét és a szerzői jogokat jelzi, nem szolgál a cikkben szereplő információk forrásmegjelöléseként.